# Guiroue
La Guiroue est une rivière du Sud-Ouest de la France, c'est un affluent de l'Osse sous-affluent de la Garonne par la Baïse et la Gélise.

## Géographie
De 26,3 km de longueur, la Guiroue prend sa source sur la commune de Saint-Christaud dans le département du Gers et se jette dans l'Osse sur la commune de Vic-Fezensac.

### Départements et communes traversés
- Gers : Saint-Christaud, Bassoues, Peyrusse-Grande, Castelnau-d'Anglès, Callian, Cazaux-d'Anglès, Belmont, Tudelle, Roquebrune, Préneron, Vic-Fezensac.

## Principaux affluents
- Ruisseau de Grate-Loup : 3,3 km
- La Baradée : 12,6 km
- La Lauzette : 5 km
- Ruisseau de Coucuron : 3,1 km